# 圣卡拉代克
圣卡拉代克（法語：Saint-Caradec，法語發音：[sɛ̃ kaʁadɛk]）是法国阿摩尔滨海省的一个市镇，位于该省南部，属于圣布里厄区。

## 地理
圣卡拉代克（48°11'27"N, 2°50'57"W）面积21.94 平方千米，位于法国布列塔尼大區阿摩尔滨海省，该省份为法国西北部沿海省份，位于布列塔尼半岛北部，北濒大西洋英吉利海峡，西接菲尼斯泰尔省，南至莫尔比昂省，东临伊勒-维莱讷省。
与圣卡拉代克接壤的市镇（或旧市镇、城区）包括：埃蒙斯图瓦尔、卢代阿克、勒基利奥、圣科内克、圣泰洛、特雷韦、盖莱当。

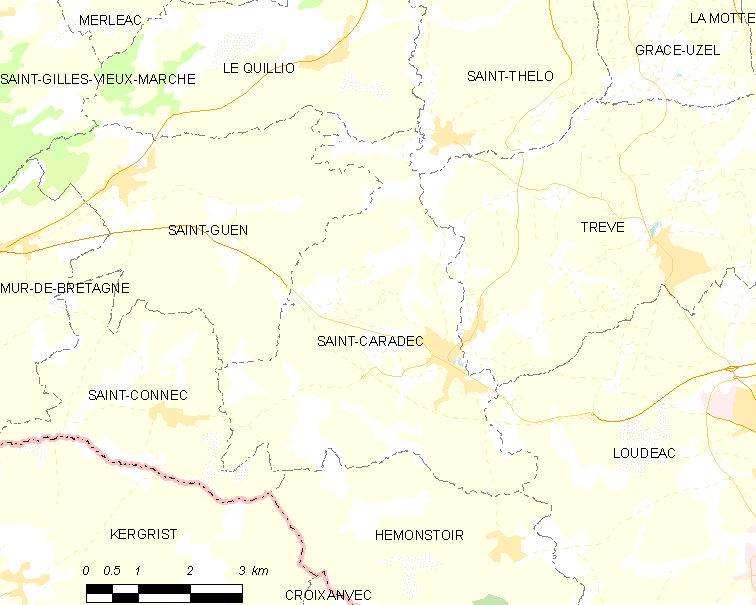
圣卡拉代克的OSM定位图

圣卡拉代克的时区为UTC+01:00、UTC+02:00（夏令时）。

## 行政
圣卡拉代克的邮政编码为22600，INSEE市镇编码为22279。

## 政治
圣卡拉代克所属的省级选区为盖莱当县。

## 人口

1962-2008年间圣卡拉代克人口变化图示

圣卡拉代克于2022年1月1日时的人口数量为1132人。